# Departamento del Zulia
El departamento del Zulia fue una subdivisión administrativa y territorial de la Gran Colombia ubicada en el noroccidente de la actual Venezuela. Fue creado en 1824 a partir del extenso departamento de Venezuela, incluyendo así las áreas de los actuales estados de Zulia, Táchira, Mérida, Trujillo, y Falcón.

## Toponimia
El nombre del estado hace alusión al río Zulia, el cual discurre también por territorio colombiano con el nombre de Batatas y desemboca en el río Catatumbo, pero no existe un consenso sobre el origen del topónimo Zulia.
Existen varias versiones especulativas sobre el origen de la palabra en idiomas nativos o inspirados en personajes locales. Algunos autores han sugerido que Zulia deriva de la palabra guaraní cur o çur, que significa crecer o salir del cauce, o que deriva de vocablos de origen chibcha que se refieren a una planta exótica conocida con el nombre de palomita (Lobelia erinus) que es cultivada en jardines tanto en Colombia como en el occidente de Venezuela, por sus bellas flores azules.[cita requerida]
Igualmente existe una fábula sobre la existencia de una Princesa Zulia, hija del cacique Cinera, que regía sobre una federación de tribus ubicadas en Norte de Santander, Colombia. Tras la muerte violenta de su padre, se casaría con Guaimaral, hijo del cacique Mara, pero ella también caería en un enfrentamiento con los conquistadores. Según este relato, «regresó Guaimaral a los dominios de su padre, bautizando ríos, pueblos y regiones con el nombre de su amada».
El uso del vocablo en documentos históricos permite plantear algunas hipótesis alternativas sobre su origen. El cronista Bernardo Villasmil afirma que el nombre Zulia aparece en un documento fechado en 1716 para referirse al traspaso de la propiedad de un terreno a orillas del río Escalante. La dueña del terreno, conocida en esa época como Meson Coímbra, aparece en documento anteriores con el nombre de Xulia Da Buyn de Lizárraga, pero en la trascripción del documento de 1716 se escribe su nombre cómo Zulia Da Buyn de Lizárraga. A partir de esa fecha el lugar se conocería como Puerto Zulia, donde se desarrollarían las poblaciones de Santa Bárbara y San Carlos del Zulia.

## Historia
Cronología
- 1821: Francisco Delgado declara la adhesión de la provincia de Maracaibo a la independencia y asume como gobernador.
- 1822: Francisco Tomás Morales retoma la provincia de Maracaibo para los realistas.
- 1823: Luego de la batalla naval del Lago de Maracaibo Morales capitula ante Manuel Manrique y la provincia de Maracaibo se anexa a la Gran Colombia como departamento del Zulia.
- 1823: Ante la prematura muerte de Manuel Manrique, Simón Bolívar designa como Intendente a Rafael Urdaneta quien está impedido para participar en las Campañas del Sur por su enfermedad (cálculo renal), por lo que ser el gobernante de su tierra natal es un encargo apropiado.
- 1824: Rafael Urdaneta asume como Intendente del departamento del Zulia, cargo que ocupará hasta 1827, su primera decisión es enviar 810 hombres para el ejército de Bolívar en las Campañas del Sur.
- 1825: Rafael Urdaneta abandona temporalmente el cargo debido a su enfermedad, lo reasume en 1826.
- 1827: La rebeldía de José Antonio Páez contra la autoridad de Bolívar y Francisco de Paula Santander en 1826 durante el primer congreso de Valencia y La Cosiata, hacen que Urdaneta marche a someterlo, separándose de su cargo, el atentado contra Bolívar en 1828 y el posterior juicio a Santander del que Urdaneta es juez hacen que su separación del cargo sea permanente.

## Organización territorial de la Gran Colombia

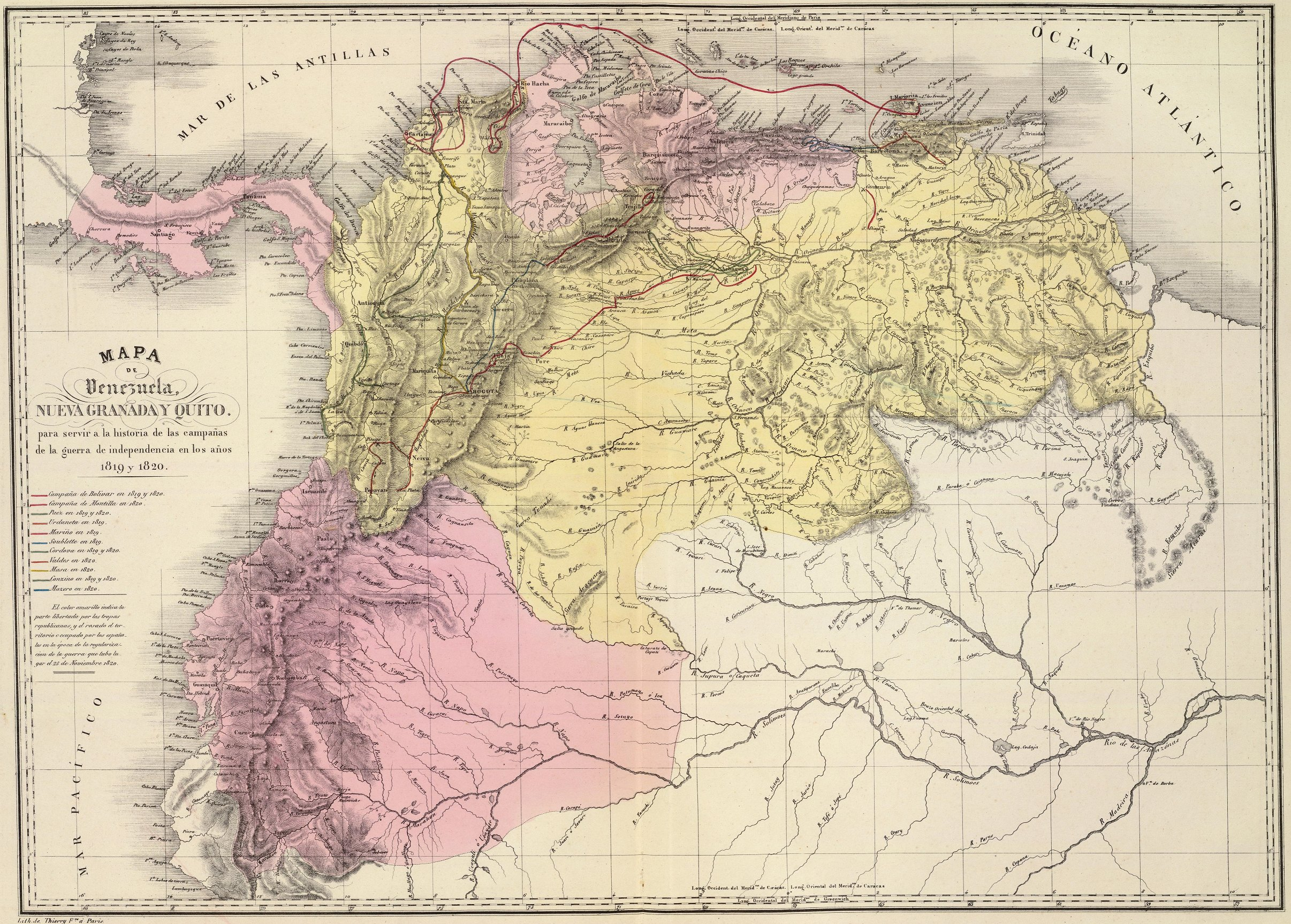
Los territorios del antiguo Virreinato de la Nueva Granada entre 1819 y 1820. En rojo los territorios en poder de las fuerzas españolas, en amarillo los territorios independientes.

Una vez que las regiones del Ecuador fueron liberadas y anexadas a la república, el gobierno se vio en la necesidad de dictaminar el orden territorial del país. Es así como se decreta el 25 de junio de 1824 la Ley de División Territorial de la República de Colombia por medio de la cual el país fue subdividido en doce departamentos, con indicación de que provincias y cantones pertenecían a cada uno de ellos.
El 18 de abril de 1826 se decretó una ley adicional a la de 1824 que reorganizaba ciertos departamentos de la república en la región del norte: las provincias de Apure, Barinas y Guayana quedaban reorganizadas como el departamento del Orinoco, en tanto las provincias de Cumaná, Barcelona y Margarita formaron el departamento de Maturín. Con respecto a la región central fue creada la provincia de Mompós con los cantones meridionales de la de Cartagena y agregada al departamento del Magdalena.

## Divisiones administrativas

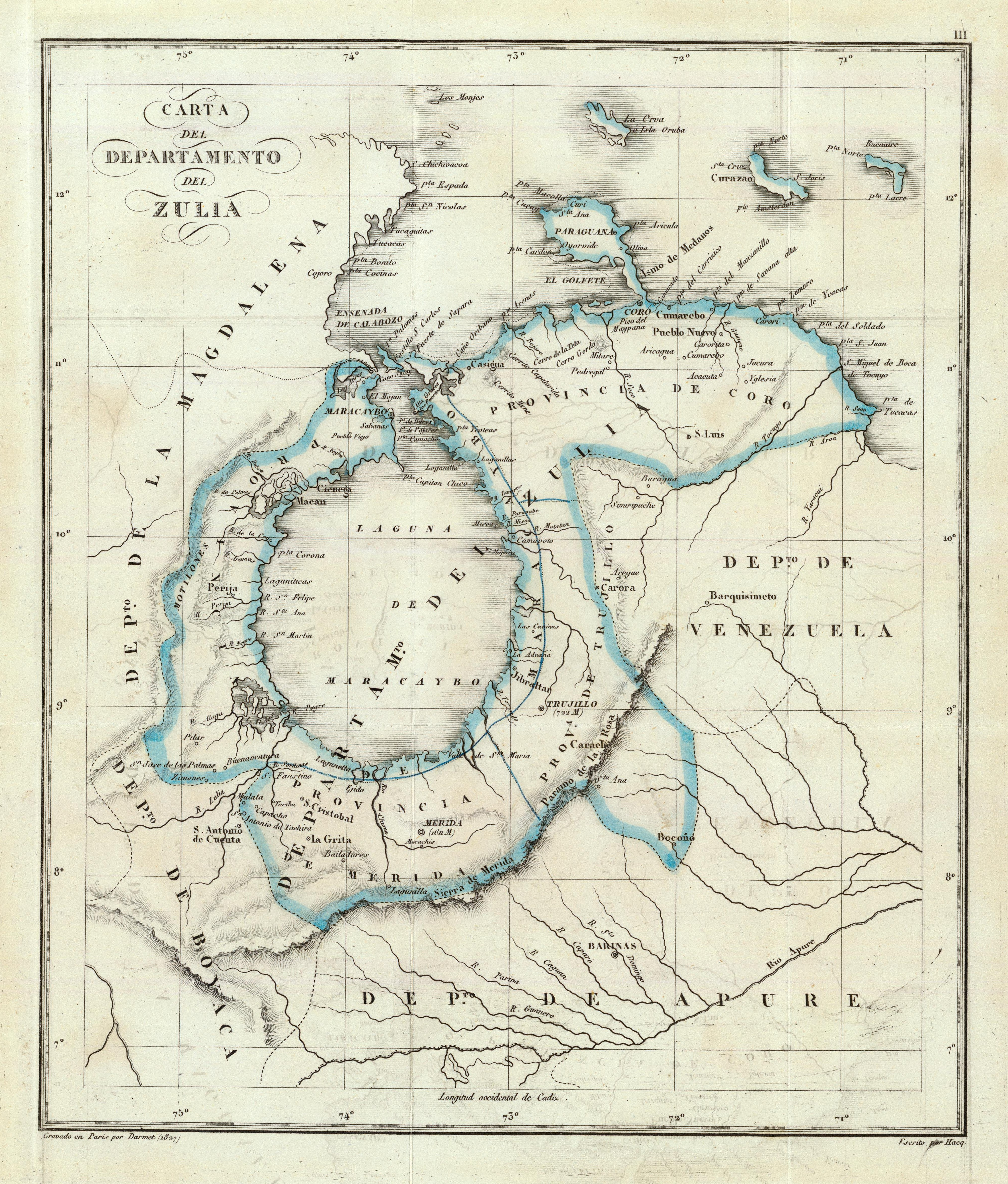
Carta del departamento del Zulia y sus divisiones administrativas en 1827.

El departamento se subdividía en provincias y estas en cantones. La capital departamental era Maracaibo. De acuerdo a las leyes de la Gran Colombia, a la cabeza del gobierno civil del departamento se hallaba un Intendente y la autoridad militar estaba representada por el comandante general del departamento.
El departamento fue constituido con el territorio de los actuales estados de Zulia (por aquel entonces llamado Provincia de Maracaibo), Mérida, Trujillo, Táchira (conocido como Provincia La Grita) y Falcón (que estuvo unido a la provincia de Maracaibo durante la independencia y era conocido como Provincia de Coro). Estaba constituido en 1824 de 4 provincias, 21 cantones y 115 parroquias:
| Provincia de Maracaibo (Capital: Maracaibo) | Provincia de Maracaibo (Capital: Maracaibo)                                                                     | Provincia de Maracaibo (Capital: Maracaibo)                            | Provincia de Maracaibo (Capital: Maracaibo)                           | Provincia de Maracaibo (Capital: Maracaibo) | Provincia de Maracaibo (Capital: Maracaibo)       |
| ------------------------------------------- | --- | ---------------------------------------------------------------------- | --------------------------------------------------------------------- | --- | ------------------------------------------------- |
| Cantón                                      | Maracaibo | Altagracia                                                             | Gibraltar                                                             | Zulia | Perijá                                            |
| Cabecera                                    | Ciudad de Maracaibo                                                                                             | Villa de Altagracia                                                    | Ciudad de Gibraltar                                                   | San Carlos de Zulia | El Rosario de Perijá                              |
| Parroquias (28)                             | Matriz, Santa Bárbara y San Juan de Dios (parroquias urbanas de la Ciudad de Maracaibo), Sinamaica y La Cañada. | Altagracia, San Antonio de Punta de Piedra, Ziruma, La Rita y Cabimas. | Gibraltar, Lagunillas, Misoa, Tomoporo, Moporo, Río Seco y San Pedro. | San Carlos de Zulia, Santa Bárbara de Zulia, Santa Rosa de Muenjepe, La Victoria, Santa Cruz de Zulia, San José de Las Palmas, San Miguel de Buenavista y El Pilar. | El Rosario de Perijá, Piche y San Fidel del Apón. |

| Provincia de Coro (Capital: Coro) | Provincia de Coro (Capital: Coro)                                                       | Provincia de Coro (Capital: Coro)                       | Provincia de Coro (Capital: Coro)                             | Provincia de Coro (Capital: Coro)                                        | Provincia de Coro (Capital: Coro)                                         |
| --------------------------------- | --------------------------------------------------------------------------------------- | ------------------------------------------------------- | ------------------------------------------------------------- | ------------------------------------------------------------------------ | ------------------------------------------------------------------------- |
| Cantón                            | Coro                                                                                    | Paraguaná                                               | Cumarebo                                                      | San Luis                                                                 | Casigua                                                                   |
| Cabecera                          | Ciudad de Coro                                                                          | Pueblo Nuevo                                            | Villa de Cumarebo                                             | Villa de San Luis                                                        | Villa de Casigua                                                          |
| Parroquias (30)                   | Coro, Carrizal, Guaibacoa, Mitare, La Vela, San Miguel de Macoruca, Acurigua y Urumaco. | Pueblo Nuevo, Baraived, Moruy, Santa Ana y Buena Vista. | Cumarebo, Carorita, Jácura, Capadare y San Miguel del Tocuyo. | San Luis, San Antonio de Agua Larga, Pecaya, Pedregal, Mapiare y Hueque. | Casigua, Zazárida, Capatárida, Borojó, San Félix de Curadidal y Dabajuro. |

| Provincia de Mérida (Capital: Mérida) | Provincia de Mérida (Capital: Mérida) | Provincia de Mérida (Capital: Mérida)                  | Provincia de Mérida (Capital: Mérida)                         | Provincia de Mérida (Capital: Mérida) | Provincia de Mérida (Capital: Mérida)                                                | Provincia de Mérida (Capital: Mérida)                                              | Provincia de Mérida (Capital: Mérida)                |
| ------------------------------------- | --- | ------------------------------------------------------ | ------------------------------------------------------------- | ------------------------------------- | ------------------------------------------------------------------------------------ | ---------------------------------------------------------------------------------- | ---------------------------------------------------- |
| Cantón                                | Mérida | Ejido                                                  | Bailadores                                                    | La Grita                              | San Antonio de Táchira                                                               | Mucuchíes                                                                          | San Cristóbal                                        |
| Cabecera                              | Ciudad de Mérida | Villa de Ejido                                         | Villa de Bailadores                                           | Ciudad de La Grita                    | Villa de San Antonio de Táchira                                                      | Villa de Mucuchíes                                                                 | Villa de San Cristóbal                               |
| Parroquias (34)                       | Sagrario, Milla y Llano (parroquias urbanas de la ciudad de Mérida), Tabay, El Morro, La Punta, Acequias, Pueblo Nuevo, Mucuchachí y Aricagua, con la viceparroquia de Mucutuy. | Ejido, La Mesa, Jají, San Juan, Lagunillas y Chiguará. | Bailadores, Nuestra Señora de Regla de Bailadores y Guaraque. | La Grita y Pregonero                  | San Antonio de Táchira y las viceparroquias Santa Bárbara de La Mulata y La Yegüera. | Mucuchíes, Mucurubá, Timotes, Chachopo, Las Piedras, Santo Domingo y Pueblo Llano. | San Cristóbal, Táriba, Guásimos, Capacho y Lobatera. |

| Provincia de Trujillo (Capital: Trujillo) | Provincia de Trujillo (Capital: Trujillo)                                                                                                | Provincia de Trujillo (Capital: Trujillo)                                            | Provincia de Trujillo (Capital: Trujillo) | Provincia de Trujillo (Capital: Trujillo)                                                            | Provincia de Trujillo (Capital: Trujillo) |
| ----------------------------------------- | --- | ------------------------------------------------------------------------------------ | ----------------------------------------- | --- | ----------------------------------------- |
| Cantón                                    | Trujillo | Carache                                                                              | Boconó                                    | Escuque                                                                                              |                                           |
| Cabecera                                  | Ciudad de Trujillo | Villa de Carache                                                                     | Villa de Boconó                           | Villa de Escuque                                                                                     |                                           |
| Parroquias (23)                           | Matriz y Chiquinquirá (parroquias urbanas de la ciudad de Trujillo), San Jacinto, Pampanito, San Lázaro, Burrero, Quebrada Honda y Jajó. | Carache, Burbusay, Santa Ana, Monay y Pampán Grande, y la viceparroquia de Siquisay. | Boconó, San Miguel, Tostós y Niquitao.    | Escuque, Valera, Motatán, Mendoza, Betijoque y La Mesa de Esnujaque y la viceparroquia de La Puerta. |                                           |

## Intendentes del departamento
| Intendente              | Periodo     |
| ----------------------- | ----------- |
| Manuel Manrique         | 1823        |
| Francisco María Farías  | 1823 - 1824 |
| Rafael Urdaneta         | 1824 - 1825 |
| Luis Francisco de Rieux | 1824 - 1825 |
| Rafael Urdaneta         | 1826 - 1827 |
| Lino de Clemente        | 1827        |
| José María Carreño      | 1827 - 1829 |
| Justo Briceño           | 1829 - 1830 |